# Dolliver
Dolliver és una població dels Estats Units a l'estat d'Iowa. Segons el cens del 2000 tenia 77 habitants.

## Demografia
Segons el cens del 2000, Dolliver tenia 77 habitants, 38 habitatges, i 19 famílies. La densitat de població era de 80,4 habitants per km².
Dels 38 habitatges en un 10,5% hi vivien nens de menys de 18 anys, en un 50% hi vivien parelles casades, en un 0% dones solteres, i en un 47,4% no eren unitats familiars. En el 39,5% dels habitatges hi vivien persones soles el 28,9% de les quals corresponia a persones de 65 anys o més que vivien soles. El nombre mitjà de persones vivint en cada habitatge era de 2,03 i el nombre mitjà de persones que vivien en cada família era de 2,7.
Per edats la població es repartia de la següent manera: un 13% tenia menys de 18 anys, un 7,8% entre 18 i 24, un 24,7% entre 25 i 44, un 29,9% de 45 a 60 i un 24,7% 65 anys o més.
L'edat mediana era de 48 anys. Per cada 100 dones de 18 o més anys hi havia 91,4 homes.
La renda mediana per habitatge era de 28.036 $ i la renda mediana per família de 34.375 $. Els homes tenien una renda mediana de 28.750 $ mentre que les dones 21.944 $. La renda per capita de la població era de 18.387 $. Cap de les famílies estaven per davall del llindar de pobresa.

## Poblacions més properes
El següent diagrama mostra les poblacions més properes.